# 河泰權
河 泰権（ハ・テグォン、英語: Ha Tae-kwon、朝鮮語:  하태권、1975年4月30日 - ）は、大韓民国の男子バドミントン選手。アテネオリンピックの男子ダブルス金メダリスト。

## 経歴
主に金東文とペアを組み、オリンピックでは金メダルと銅メダルを獲得している。韓国の最高の男子ダブルスプレイヤーの1人。